# Галинарова, Мартина
Ма́ртина Га́линарова, в девичестве — Я́шицова, также известна под фамилией первого мужа Шва́рцбахерова (родилась 22 апреля 1973 года, Долны Кубин, Словакия) — чехословацкая и словацкая биатлонистка. Вице-чемпионка мира, участница пяти зимних олимпийских игр. Победительница этапа Кубка мира, двукратная чемпионка Европы, вице-чемпионка Европы, чемпионка Словакии.

## Спортивная карьера[1]
Член спортивного клуба «Дукла» (Банска-Быстрица).
Галинарова начала свою биатлонную карьеру сразу же после Зимних олимпийских игр 1992 года в Альбервиле. Два года спустя боролась за олимпийскую медаль в Лиллехаммере, где стала шестой.
В общей сложности представляла Словакию на пяти Олимпиадах. Провела 19 сезонов на Кубке мира.
В декабре 1992 года дебютировала на этапе Кубка мира в Поклюке. По результатам первого же соревнования — индивидуальной гонки на 15 км — она заняла девятое место, опередив даже немецкую олимпийскую чемпионку Антье Харви, ставшую тогда лишь 17-й. Затем последовали победы на этапах Кубка мира в Эстерсунде и Лахти. Итог первого для спортсменки биатлонного сезона — 9-е место в общем зачете Кубка мира — оказался лучшим за всю её карьеру.
В 1998 году в Нодзаваонсен (Нагано, Япония) словацкая эстафетная команда, в составе которой Мартина бежала на первом этапе, заняла четвёртое место. Последней Олимпиадой спортсменки стали соревнования в Ванкувере: здесь Мартина заняла 13-е место в эстафете, в составе которой она бежала на первом этапе.
На чемпионате мира 1999 в финском Контиолахти она выиграла для своей страны первую медаль, заняв второе место в гонке преследования, в которой Мартина стартовала седьмой.
25 мая 2011 года официально объявила о завершении спортивной карьеры. Она будет тренировать молодёжную сборную страны в клубе «Дукла».
Замужем, есть сын.

## Экипировка
По состоянию на 1 апреля 2011
- Винтовка — Anschütz
- Лыжные палки — Swix
- Очки — Rudy Project
- Костюм — Sportful